# Fondation Ditchley
La Fondation Ditchley (Ditchley Foundation) est une organisation britannique entièrement privée fondée en 1958 par Sir David Wills. Elle est basée à Ditchley Park près de Chipping Norton, Oxfordshire, et a pour but originaire de développer les relations internationales entre la Grande-Bretagne et les États-Unis. Aujourd'hui, il inclut cependant dans ses discussions des représentants de différents pays.
Les conférences accueillent une quarantaine de personnes près de quinze fois l'an, la plupart du temps au château de Ditchley Park, afin de discuter de problèmes d'ordre international.
Sont conviés à ce club très sélect des industriels, des financiers, des ministres, des secrétaires d'État, des journalistes, des intellectuels ou encore des dirigeants des forces armées et plus particulièrement celles de l'OTAN.
Comme aux rencontres de Bilderberg, les discussions sont strictement privées et donc non attribuables. Par contre, il est possible de lire un rapport sommaire des conférences sur le site Internet de l'organisme. La Fondation Ditchley se rapproche également de la Commission Trilatérale, même si elle est moins connue que ces deux dernières.
John Major (ancien premier ministre britannique) et Jeremy Greenstock étaient respectivement président et directeur de la fondation en date du 22 décembre 2005.

## Succursales
La Fondation a également une « succursale » américaine, l’American Ditchley Foundation, et une autre canadienne, la Canadian Ditchley Foundation. Richard N. Gardner (ancien ambassadeur des États-Unis en Italie et en Espagne) est vice-président de la première, tandis que Grant L. Reuber est président de la seconde.
De nombreux membres du Council on Foreign Relations, ainsi que (entre autres) Robert D. Hormats (directeur de Goldman Sachs International), Dr.Jessica Tuchman Mathews (président du Carnegie Endowment for International Peace), le général Brent Scowcroft (président du Forum for International Policy), Nigel Broomfield et Michael Quilan (tous deux ancien président de la Ditchley Foundation), ou encore James F. Hoge (éditeur de Foreign Affairs) font partie de l’American Ditchley Foundation.

## Sources
Le site officiel (voir ci-dessous) et le livre de Geoffrey Geuens, Tous pouvoirs confondus, p. 41-43,  (ISBN 2872621938).